# Pass of Llanberis
Pass of Llanberis är ett bergspass i Storbritannien.   Det ligger i kommunen Gwynedd och riksdelen Wales, i den södra delen av landet, 300 km nordväst om huvudstaden London. Pass of Llanberis ligger 460 meter över havet.
Terrängen runt Pass of Llanberis är kuperad.Runt Pass of Llanberis är det ganska tätbefolkat, med 60 invånare per kvadratkilometer. Närmaste större samhälle är Bangor, 16,9 km norr om Pass of Llanberis. Trakten runt Pass of Llanberis består i huvudsak av gräsmarker.